# 耕作口
深圳和香港边界共设有5个耕作口（英語：Cross-border Farming Points），从东到西分别为长岭、罗芳、赤尾、皇岗、沙嘴，其中最著名的是名為「國際橋」的長嶺耕作口。曾经还有新沙耕作口。1980年年底，深圳市人民政府与香港政府签订了协议，向22岁以上在香港新界有耕作等农业活动的农民发放《深圳市过境耕作证》。截至2012年，共发放了1500余张耕作证。持耕作證者每日早上八時過境，下午六時前返回深圳。

## 爭議
有部分內地人士利用耕作證過境後到上水進行購物等非農業行為，並將購買物品運回深圳圖利。

### 书籍
- 阮志著《越界——香港跨境村莊及文化遺產》三聯出版